# Perimede (sorella di Anfitrione)
Perimede (in greco antico: Περιμήδη?, Perimḕdē), personaggio della mitologia greca, era la sorella di Anfitrione e la sposa di Licimnio.
Ebbe tre figli: Eono, Argeio e Mela.